# 鸡公山茶竿竹
鸡公山茶竿竹（学名：Pseudosasa maculifera）为禾本科茶秆竹属下的一个种。

## 扩展阅读
- 維基物種上的相關：鸡公山茶竿竹